# Coy Koopal

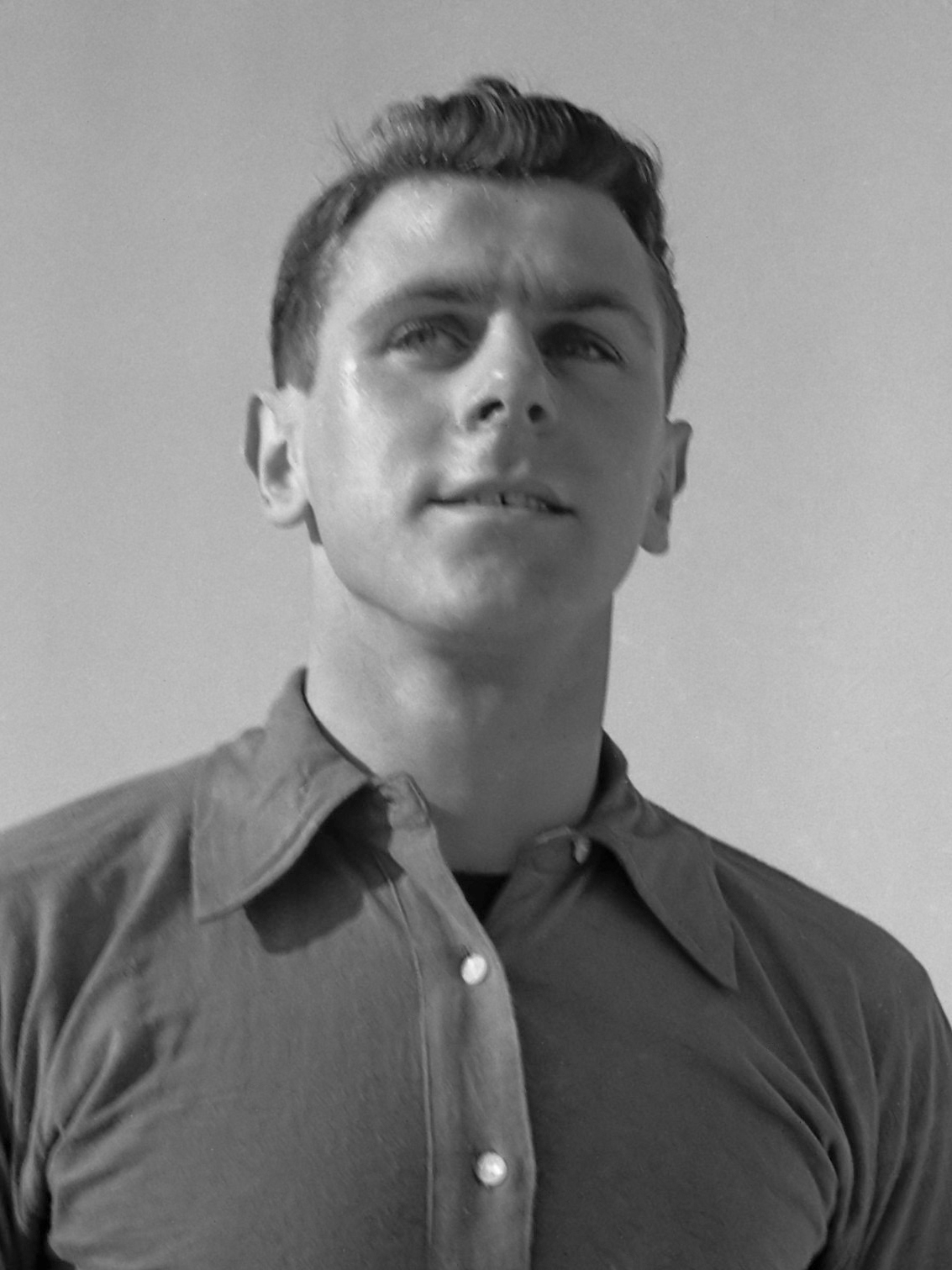
Coy Koopal (1956)

Coy Koopal (* 22. Juli 1932 in Blerick; † 20. Dezember 2003 in Voerendaal) war ein niederländischer Fußballspieler und -trainer.

## Werdegang
Koopal begann beim SV Blerick, Fußball zu spielen. 1954 wechselte er als Profispieler zum VVV Venlo. Hier schaffte er den Sprung in die niederländische Fußballnationalmannschaft.
Sein Debüt gab der Stürmer am 14. März 1956 unter Bondscoach Max Merkel beim legendären 2:1-Sieg gegen Deutschland in Düsseldorf. Insgesamt bestritt Koopal bis Ende 1956 sechs Länderspiele und erzielte dabei zwei Tore. Im Juni 1956 schoss er beim 3:2-Sieg gegen das Saarland das fünfhundertste Tor der in der Geschichte der Nationalmannschaft. Als Merkel Koopals Konkurrenten Coen Moulijn auf der Position des linken Stürmers den Vorzug gab, war dies das Ende seiner internationalen Laufbahn.
1956 wechselte Koopal zum Ehrendivisionär Willem II Tilburg. Ein Angebot, nach Genua in die italienische Serie A zu wechseln, schlug er aus. Er fürchtete das Heimweh. Bei Willem II erlebte er dann seine erfolgreichste Zeit als Vereinsspieler. In acht Jahren erzielte er 95 Treffer. Damit ist Koopal bis heute Rekordtorschütze des Vereins. Schließlich wechselte er 1964 zum Ligakonkurrenten Fortuna ’54, mit dem er den Europapokal der Pokalsieger erreichte. Nach zwei Jahren in Geleen beendete Koopal im Alter von 34 Jahren seine Fußballkarriere.
In den folgenden Jahren trainierte er verschiedene Amateurvereine. 1976 führte er den BSV Limburgia Brunssum zur Niederländischen Amateurmeisterschaft.
Coy Koopal starb am 20. Dezember 2003 in seinem Wohnort Voerendaal im Alter von 71 Jahren während eines Tennisspiels an einem Herzstillstand.